# Vévoda z Cambridge

Erb vévody z Cambridge - princ William z Walesu

Vévoda z Cambridge (Duke of Cambridge) je jedním z několika královských vévodských titulů ve Spojeném království. Titul (pojmenovaný podle města Cambridge v Anglii) je dědičný mezi členy královské rodiny mužského pohlaví a byl již udělen několikrát. Jeho vznik sahá do 17. století a je následníkem dřívějšího titulu Earl of Cambridge. Několikrát zanikl a byl po více než stoleté přestávce obnoven v roce 2011, kdy byl udělen 29. dubna princi Williamovi v den jeho sňatku s Catherine Elizabeth Middletonovou.

## Historie
Titul byl poprvé udělen roku 1660 Charlesovi, synu vévody z Yorku, pozdějšího krále Jakuba II. Stuarta. Formálně jej však nikdy neobdržel, neboť zemřel ve věku šesti měsíců. K prvnímu oficiálnímu vytvoření vévodství došlo v roce 1664, kdy titul získal James Stuart (1664–1667), druhý syn vévody z Yorku, ale i ten záhy zemřel a titul znovu zanikl. Podobně se vedlo dalším držitelům titulu, synům vévody z Yorku: Edgarovi (1667–1671) a Charlesovi (1677).
Znovu byl titul vytvořen v roce 1706 a udělen Jiřímu Augustovi, synu pozdějšího krále Jiřího I. Když pak Jiří Augustus usedl na britský trůn jako Jiří II., titul splynul s titulem královským.
K obnovení titulu došlo v roce 1850. Vévodou z Cambridge se stal princ Adolf Frederik (1774–1850), sedmý syn krále Jiřího III. Titul pak po jeho smrti v roce 1850 zdědil i jeho jediný syn Jiří z Cambridge. Ten byl pak vyloučen z dědičnosti titulu, neboť jeho manželství bylo v rozporu s britským dědickým právem (Royal Marriages Act 1772) a titul jeho smrtí v roce 1904 na dalších více než 100 let znovu zanikl.
29. dubna 2011, v den sňatku prince Williama s Catherine Elizabeth Middletonovou, bylo oznámeno že William obdržel tituly vévoda z Cambridge, hrabě ze Strathearnu a baron z Carrickfergusu. Listina udělující tyto tituly obdržela velkou pečeť dne 26. května 2011. Následníkem je jeho prvorozený syn princ George z Cambridge.

## Přehled vévodů z Cambridge
- Charles Stuart (22. října 1660 – 5. května 1661)
- James Stuart (12. července 1663 – 20, června 1667)
- Edgar Stuart (14. září 1667 – 8. června 1671)
- Charles Stuart (7. listopadu 1677 – 12. listopadu 1677)
- Jiří Hannoverský (4. června 1738 – 29. ledna 1820)
- Adolf Frederik (24. února 1774 – 8. července 1850)
- Jiří z Cambridge (26. března 1819 – 17. března 1904)
- William (* 21. června 1982, titul udělen 29. dubna 2011)
- George (* 22. července 2013)